# Giovanni Battista Scanaroli
Giovanni Battista Scanaroli est un jurisconsulte et prélat italien.

## Biographie
Giovanni Battista Scanaroli naquit à Modène en 1579. Étant passé à Rome, il commença son noviciat chez les jésuites en 1598, mais il ne l’acheva pas, et vint à Macerata étudier la jurisprudence. De retour à Rome, il y obtint le droit de bourgeoisie, fut nommé en 1630 archevêque de Sidon et de Tyr, puis vicaire du cardinal Barberini à la basilique du Vatican, et mourut le 10 septembre 1664.

## Œuvres
- (la) De visitatione carceratorum, Roma, typis Reuerendae Camerae Apostolicae, 1655 (lire en ligne)